# Nguyễn Văn Thời
Nguyễn Văn Thời (sinh ngày 27 tháng 1 năm 1958) là một doanh nhân và chính trị gia người Việt Nam. Ông từng là đại biểu Quốc hội Việt Nam khóa 12, thuộc đoàn đại biểu Thái Nguyên, Ủy viên Ủy ban Khoa học, Công nghệ và Môi trường của Quốc hội khóa 12; Chủ tịch Hội đồng quản trị, Tổng giám đốc Công ty cổ phần Đầu tư và Thương mại TNG.
Nguyễn Văn Thời là một kyto hữu,

## Tiểu sử
Nguyễn Văn Thời sinh ngày 27 tháng 1 năm 1958, người dân tộc Kinh, theo đạo Công giáo, quê quán ở xã Thái Hưng, huyện Thái Thụy, tỉnh Thái Bình.
Ông có trình độ chuyên môn là kĩ sư cơ điện mỏ, cử nhân kinh tế, trình độ chính trị là cử nhân chính trị.
Ngày 28/1/1989, ông gia nhập Đảng Cộng sản Việt Nam.
Từ 2007 đến 2011, ông là đại biểu Quốc hội Việt Nam khóa 12, thuộc đoàn đại biểu Thái Nguyên, Ủy viên Ủy ban Khoa học, Công nghệ và Môi trường của Quốc hội khóa 12; Chủ tịch Hội đồng quản trị, Tổng giám đốc Công ty cổ phần Đầu tư và Thương mại TNG.

## Gia đình
- Vợ: Đỗ Thị Hà[2]
- Em trai: Nguyễn Văn Thới[2]
- Em gái ruột: Nguyện Thị Nhuận[2]
- Em gái: Nguyễn Thị Miện[2]
- Con trai: Nguyễn Mạnh Linh[2]